# Limnatis (Bezirk Limassol)
Limnatis (griechisch Λιμνάτης) oder Limnati ist eine Gemeinde im Bezirk Limassol in der Republik Zypern. Bei der Volkszählung im Jahr 2021 hatte sie 303 Einwohner.
Der Name des Dorfes stammt wahrscheinlich von dem Wort See, da es in der Gegend eine große Anzahl von Seen gab.

## Lage und Umgebung

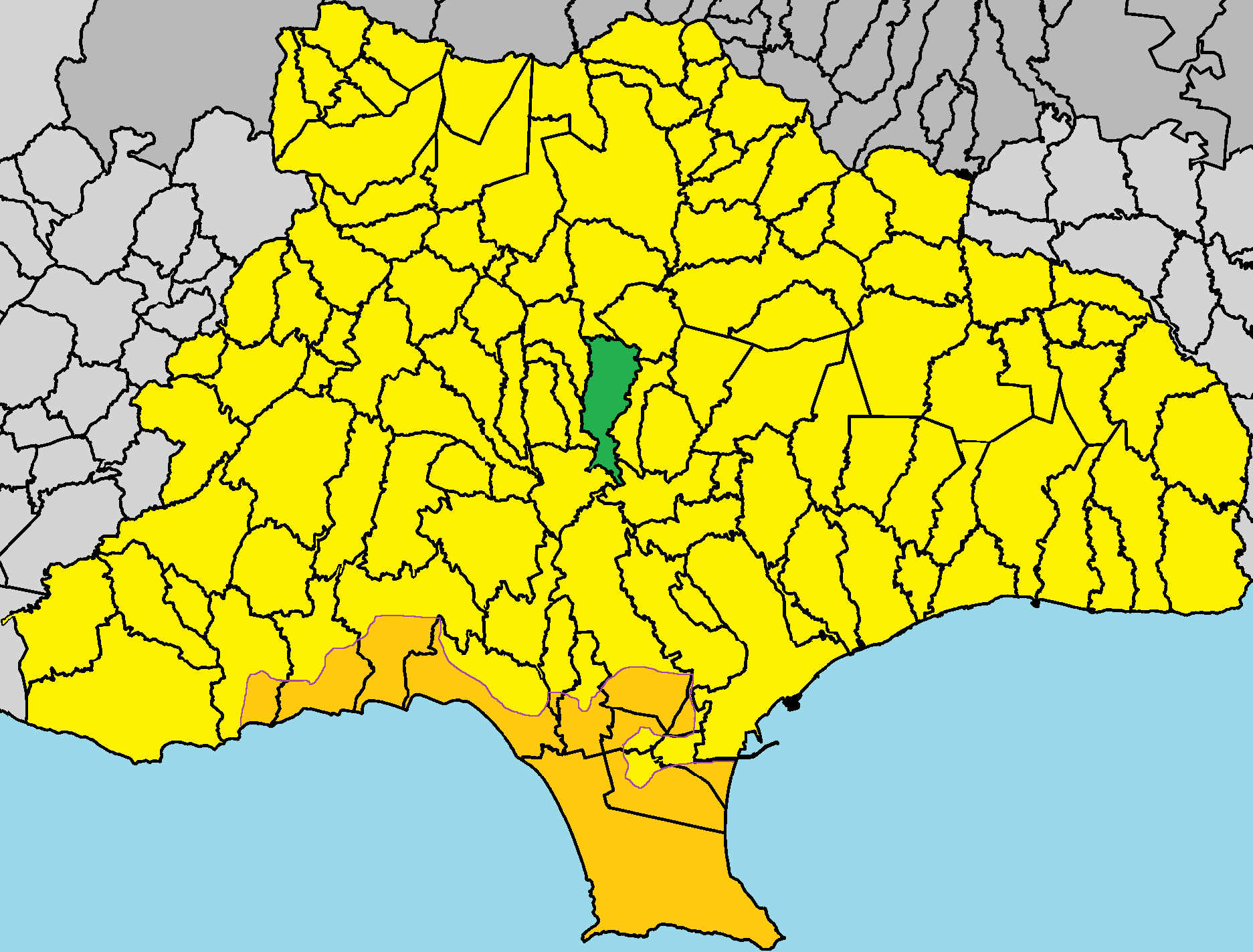
Lage im Bezirk Limassol

Limnatis liegt eher im Süden der Mittelmeerinsel Zypern auf einer Höhe von etwa 455 Metern, etwa 20 Kilometer südwestlich von Limassol. Das etwa 11,7 Quadratkilometer große Dorf grenzt im Norden an Agios Mamas, im Nordosten an Kapilio, im Osten an Korfi, im Südosten an Paramytha, im Südwesten an Alassa, im Westen an Doros und im Nordwesten an Lania.
Limnatis wurde am Westhang des Flusstals Limnati erbaut. Die wilde Vegetation des Gebiets umfasst Erlen, Platanen, Myrtus, Schilf, Rhododendren, Kiefern und verschiedene Arten von Buschvegetation. Die Ackerfläche besteht aus Oliven, Robinien, Obst- und Zitrusbäumen sowie Weinreben. Der charakteristische Baum der Gegend ist der Mandelbaum.

## Geschichte
Das Gebiet von Limnatis war seit der persischen Zeit (500–323 v. Chr.) bewohnt. Diese Schlussfolgerung ergibt sich aus Gräbern der damaligen Zeit, die in der Gegend ausgegraben wurden. Darüber hinaus wurden auch Gräber aus hellenistischer Zeit gefunden. Zur Zeit der fränkischen Herrschaft war Limnatis laut Louis de Mas Latrie ein Lehen von Adligen.

### Bevölkerungsentwicklung
| Jahr      | 1881 | 1891 | 1901 | 1911 | 1921 | 1931 | 1946 | 1960 | 1976 | 1982 | 1992 | 2001 | 2011 | 2021 |
| Einwohner | 335  | 338  | 361  | 433  | 473  | 355  | 615  | 581  | 460  | 404  | 302  | 260  | 314  | 303  |